# Episodi di Inuyasha (terza stagione)
La terza stagione dell'anime Inuyasha (犬夜叉?, InuYasha) comprende gli episodi dal cinquantatré al settantotto, per un totale di 26 episodi. La regia generale degli episodi è a cura di Yasunao Aoki e sono prodotti da Yomiuri TV e Sunrise. Gli episodi sono adattati dal manga omonimo di Rumiko Takahashi, e più precisamente agli eventi narrati dal capitolo 187 al 218 dei volumi 19-22 e di una parte del 9, ovvero i capitoli dal 79 all'85, che non erano stati inclusi nella prima stagione. In questa terza stagione, viene narrato il combattimento con la sacerdotessa nera Tsubaki, il tradimento di Kagura, la natura demoniaca di Naraku e alcuni potenziamenti di Tessaiga. A partire da questa stagione, vengono sceneggiati i primi episodi originali non tratti dal manga, precisamente 10.
È andata in onda in Giappone dal 3 dicembre 2001 al 15 luglio 2002 su Yomiuri TV, mentre l'edizione italiana è stata trasmessa su MTV dal 4 gennaio al 21 giugno 2005.

## Lista episodi
La prima numerazione degli episodi è quella dell'intera serie. La seconda è la numerazione della sola terza stagione.
| N° | N° | Titolo italiano Giapponese 「Kanji」 - Rōmaji | In onda          | In onda          |
| N° | N° | Titolo italiano Giapponese 「Kanji」 - Rōmaji | Giapponese       | Italiano         |
| 53 | 1  | Ryukotsusei, l'antico nemico del padre 「父の宿敵 竜骨精」 - Chichi no shukuteki, Ryūkotsusei | 3 dicembre 2001  | 4 gennaio 2005   |
| 53 | 1  | Inuyasha si rivolge a Totosai per conoscere un metodo per portare Tessaiga alla normalità e quindi evitare di trasformarsi perdendo il controllo. Myoga gli suggerisce di distruggere Ryukotsusei, un drago che il Grande Demone Cane sigillò con fatica e che gli causò le ferite che lo portarono a morire. Naraku viene a conoscenza della situazione e scioglie il sigillo. |                  |                  |
| 54 | 2  | Bakuryuha, la tecnica segreta di Tessaiga 「鉄砕牙の奥義 爆流破」 - Tessaiga no ōgi Bakuryūha | 10 dicembre 2001 | 11 gennaio 2005  |
| 54 | 2  | Inuyasha non può nulla contro Ryukotsusei e perde Tessaiga trasformandosi in demone, ma anche così non può sconfiggere l'avversario; dopo un po' la spada richiama il mezzo-demone portandolo alla ragione. Inuyasha finalmente torna a sentire leggera la spada, inoltre adesso può generare la Cicatrice del Vento direttamente sull'arma e quindi scagliarla quando vuole, ma tuttavia l'avversario non viene nemmeno scalfito dalla tecnica. Alla fine Inuyasha inconsapevolmente riesce a utilizzare l'onda Bakuryuha. |                  |                  |
| 55 | 3  | Il fiore di pietra e il primo amore di Shippo 「石の花と七宝の初恋」 - Ishi no hana to Shippō no hatsukoi | 17 dicembre 2001 | 18 gennaio 2005  |
| 55 | 3  | Shippo incontra una ragazzina di nome Satsuki, il quale dice di possedere un frammento della sfera (in realtà si tratta di un fiore di pietra, cioè di quarzo) e vorrebbe usarlo per fare tornare dalla guerra il fratello morto, ma che lei crede ancora vivo. Un demone-lucertola sfrutta la situazione per ottenere i veri frammenti. |                  |                  |
| 56 | 4  | Oltre la nebbia, una pericolosa seduzione 「霧の奥に美女の誘惑」 - Kiri no oku ni bijo no yūwaku | 14 gennaio 2002  | 25 gennaio 2005  |
| 56 | 4  | Sango e Miroku si dirigono su un monte a controllare per quale motivo alcuni abitanti del villaggio vicino non hanno fatto più ritorno. La principessa di montagna che trovano è in realtà posseduta da un demone-cane di montagna che si nutre di linfa vitale degli uomini. |                  |                  |
| 57 | 5  | Succede tutto nella notte dell’Utopia (parte prima) 「すべては桃源郷の夜に 前編」 - Subete wa tōgenkyō no yoru ni (zenben) | 21 gennaio 2002  | 1º febbraio 2005 |
| 57 | 5  | Tokajin, un eremita, sta utilizzando esseri umani e un frammento della sfera per creare alcuni Ninmenka (frutti dai volti umani) per poi infine ottenere l'elisir di lunga vita. Miroku, Kagome e Shippo involontariamente finiscono nelle mani dell'eremita rimpicciolendosi nel piccolo paesino usato da Tokajin, mentre Inuyasha, dopo essere stato rimpicciolito e intrappolato in un'anfora, perde la sua forza demoniaca per via della luna nuova. Sango invece è andata al suo villaggio per riparare l'Hiraikotsu. Sfruttando il fodero di Tessaiga Inuyasha riesce a richiamare la spada forando l'anfora e uscendo fuori tornando alle sue normali dimensioni, ma essendo ancora in forma umana viene sconfitto da Tokajin, in quanto quest'ultimo può tramutare il suo corpo in pietra, usando il potere di tre frammenti (di cui due presi da Kagome).                                                                                          |                  |                  |
| 58 | 6  | Succede tutto nella notte dell’Utopia (parte seconda) 「すべては桃源郷の夜に 後編」 - Subete wa tōgenkyō no yoru ni (kōhen) | 28 gennaio 2002  | 8 febbraio 2005  |
| 58 | 6  | Inuyasha, dopo avere affrontato Tokajin senza successo, si risveglia intrappolato fra dei rovi spinosi e viene allora liberato dal foro del vento di Miroku nonostante sia rimpicciolito. Così il gruppo reincontra Kagome, che era stata prelevata dal micro-paesino per essere "lavata" e poi trasformata in nutrimento. Prima dell'alba il gruppo tenta di affrontare Tokajin con l'aiuto del suo maestro trasformato in una pianta, o per meglio dire in concime per creare l'elisir di lunga vita. Inuyasha, ancora in forma umana, non riesce a sconfiggere Tokajin. A questo punto il maestro eremita con le ultime forze si trasforma in freccia e arco; Kagome con il suo potere colpisce i frammenti, allora Inuyasha si butta con Tokajin da un precipizio. L'albero Ninmenka tornando in possesso dei frammenti acquisisce il potere e divora Tokajin, ma il mezzo-demone riottenuta la forza con l'arrivo dell'alba lo uccide definitivamente. |                  |                  |
| 59 | 7  | Due allieve per Sango 「美少女姉妹の弟子入り志願」 - Bishōjo shimai no deshiiri shigan | 4 febbraio 2002  | 15 febbraio 2005 |
| 59 | 7  | Sango torna al suo villaggio per riparare l'Hiraikotsu e qui incontra due ragazzine che vogliono imparare alcuni metodi per scacciare i demoni. |                  |                  |
| 60 | 8  | La sacerdotessa nera e la maledizione dei 50 anni 「黒巫女 五十年の呪い」 - Kuro miko gojūnnen no Noroi | 11 febbraio 2002 | 22 febbraio 2005 |
| 60 | 8  | Naraku ingaggia la sacerdotessa nera Tsubaki per uccidere Kagome in cambio della Sfera incompleta. Tsubaki esegue un maleficio su Kagome prelevando il suo sangue con un serpente shikigami effettuandole una fattura. I frammenti della sfera si inquinano e Kagome si sente male. La sua volontà inizia a venire controllata da Tsubaki. |                  |                  |
| 61 | 9  | Il ritorno di Kikyo e la domatrice di Shikigami 「現れた桔梗と式神使い」 - Arawareta Kikyō to Shikigami tsukai | 18 febbraio 2002 | 1º marzo 2005    |
| 61 | 9  | Sango e Miroku raggiungono il tempietto di Tsubaki, che è però protetto da una barriera. Intanto anche Kikyo raggiunge il luogo e riconosce la sua ex rivale; infatti Tsubaki cinquanta anni prima tentò di impossessarsi della sfera lanciandole una maledizione, ma Kikyo gliela respinse indietro con il solo movimento dell'arco. Kagome raggiunge il luogo e distrugge la barriera; Inuyasha però è costretto a combattere con un altro demone. |                  |                  |
| 62 | 10 | La maledizione infinita di Tsubaki 「底知れぬ椿の呪縛」 - Sokoshirene Tsubaki no jubaku | 4 marzo 2002     | 8 marzo 2005     |
| 62 | 10 | Inuyasha continua a combattere contro il demone di Tsubaki senza potere estrarre Tessaiga, poiché la sacerdotessa nera gli intima che in caso di uso della spada ucciderà Kagome all'istante. Intanto quest'ultima sprofonda in un lungo incubo e si risveglia soltanto grazie alle parole di Kikyo. Kagome trova la forza di scoccare alcune frecce sacre verso Tsubaki senza riuscire a colpirla. Miroku e Inuyasha ne approfittano per colpire direttamente Tsubaki e lo shikigami senza però rompere la maledizione; allora Kagome riesce a respingere il maleficio a Tsubaki proprio come fece Kikyo in passato. La sacerdotessa nera fugge con il pezzo di sfera. |                  |                  |
| 63 | 11 | La sacerdotessa rossa e la sacerdotessa bianca 「行く手を阻む紅白巫女」 - Ikute mo habama kohauku miko | 11 marzo 2002    | 15 marzo 2005    |
| 63 | 11 | Tsubaki si reca nel suo antico tempio per risvegliare un gigantesco Oni sigillato usando il potere della Sfera dei Quattro Spririti. Questo tempietto è sorvegliato da Momiji e Botan e i due, credendo che Tsubaki sia in buona fede, attaccano il gruppo di Inuyasha, permettendo così alla sacerdotessa nera di guadagnare tempo prezioso per risvegliare l'orco. |                  |                  |
| 64 | 12 | Il gigantesco oni 「多宝塔の巨大な鬼」 - Tahōtō no kyodaina oni | 18 marzo 2002    | 22 marzo 2005    |
| 64 | 12 | Tsubaki risveglia l'Oni e si fonde con esso, dando grande filo da torcere al gruppo dei buoni riuscendo persino a resistere alle frecce sacre di Kagome e alla Cicatrice del Vento di Tessaiga. Dopo uno scontro turbolento Inuyasha riesce a sfruttare l'onda Bakuryuha distruggendo il corpo dell'Oni. Un Saimyosho preleva la sfera dall'occhio di Tsubaki che viene poi recuperata da Kagura, rimasta lì a sorvegliare la situazione. Tsubaki, perdendo improvvisamente tutta la sua forza spirituale, torna vecchia e si polverizza. |                  |                  |
| 65 | 13 | Addio, giorni di gioventù! 「さらば青春の日々」 - Saraba seishun no hibi | 8 aprile 2002    | 29 marzo 2005    |
| 65 | 13 | Mentre il gruppo passa la notte in un villaggio Myoga si unisce stranamente al gruppo. Improvvisamente Sango, Miroku e poi Inuyasha vengono manipolati da qualcosa. |                  |                  |
| 66 | 14 | La barriera di Naraku e la decisione di Kagura 「奈落の結界 神楽の決心」 - Naraku no kekkai kagura no kesshin | 15 aprile 2002   | 5 aprile 2005    |
| 66 | 14 | La barriera di Naraku, che mantiene nascosto il suo castello, inizia misteriosamente ad affievolirsi. Koga ne percepisce l'odore; Kagura riesce invece a uscire e si scontra con il demone-lupo sconfiggendolo e togliendoli i due frammenti di sfera nelle gambe. Inuyasha nel frattempo non può unirsi allo scontro perché è la notte del novilunio. Kagura va da Sesshomaru per proporgli di uccidere Naraku e liberarla in cambio dei frammenti di sfera. |                  |                  |
| 67 | 15 | Il vento del tradimento 「吹き荒れる裏切りの風」 - Fukiareru uragiri no kaze | 22 aprile 2002   | 12 aprile 2005   |
| 67 | 15 | Sesshomaru rifiuta la proposta dicendo di non essere interessato ai frammenti. Kagura furiosa va via e incontra di nuovo Koga, venuto a reclamare i suoi frammenti. La donna si ritrova di nuovo vincente e sta per uccidere Koga, quando Inuyasha interviene in forma umana un attimo prima di riottenere la forza demoniaca. Kagura scopre il segreto ma Inuyasha, per niente preoccupato, la attacca con la Cicatrice del Vento abbattendo i suoi tornado. Kagura si salva solo grazie ai demoni di Naraku che le fanno da scudo (i frammenti vengono recuperati da Koga). Quando torna al castello Naraku la riceve in una botola dove il suo corpo è letteralmente smontato poiché anche lui, essendo mezzo-demone, ha un giorno del mese in cui perde la forza. Naraku minaccia Kagura che in caso di un secondo tradimento la eliminerà. |                  |                  |
| 68 | 16 | Un duello per Shippo 「七宝へ怒りの挑戦状」 - Shippō e ikari no chosenjō | 6 maggio 2002    | 19 aprile 2005   |
| 68 | 16 | Shippo riceve una lettera di sfida da Soten, l'ultimo sopravvissuto del clan Raiju. In realtà Soten però è soltanto una bambina. |                  |                  |
| 69 | 17 | L'uomo senza volto 「顔のない男の恐怖」 - Kao no nai otoko no kyufu | 13 maggio 2002   | 26 aprile 2005   |
| 69 | 17 | Naraku stacca una parte del suo corpo, un demone senza volto privo di memoria che si rivela essere Onigumo. Dopo avere fatto strage di volti il demone strappa un volto di suo piacimento a un monaco di nome Muso, prendedogli anche il nome. L'uomo inizia a commettere atrocità di ogni tipo e infine si imbatte in Inuyasha e gli altri. |                  |                  |
| 70 | 18 | In memoria di Onigumo 「よみがえった鬼蜘蛛の記憶」 - Yomigaetta onigumo no kioku | 20 maggio 2002   | 3 maggio 2005    |
| 70 | 18 | Muso alla vista di Kagome inizia a rammentare Kikyo e dopo uno scontro si dirige verso la grotta di Onigumo dove nel frattempo erano andate anche Kagome e Kaede a controllare. Muso si ricorda la sua identità e spiega che la sua coscienza era ancora presente dopo essersi fuso ai demoni, ma che dopo la morte di Kikyo la mente dominante, Naraku, rinchiuse per cinquant'anni la sua volontà. Inizia un nuovo scontro tra il gruppo di Inuyasha e Muso; quest'ultimo prende l'aspetto simile a quello di uno scorpione, inoltre a ogni colpo della Cicatrice del Vento si rigenera. |                  |                  |
| 71 | 19 | Duello a tre 「三つ巴の死闘の果て」 - Mitsudomoe no shitō no hate | 27 maggio 2002   | 10 maggio 2005   |
| 71 | 19 | Miroku capisce che il punto debole di Muso è la parte centrale che ricollega i pezzi; Kagura però interviene permettendogli di fuggire. Naraku comprende di avere bisogno di quella parte perché gli fa da "collante" con gli altri demoni e anche perché, nonostante tutto, non è riuscito a spezzare il legame con Kikyo. Muso combatte con Naraku e finisce assorbito; Inuyasha attacca Naraku con la Cicatrice del Vento, ma essa viene parata da una barriera impenetrabile. Naraku a questo punto lascia il campo, ma non prima di avere spiegato che lui a differenza dei normali mezzo-demoni può scegliere il giorno in cui perde i poteri e sfruttarlo per potenziare sempre di più il suo corpo. |                  |                  |
| 72 | 20 | Le stravaganti prove di Totosai 「刀々斎の珍妙な試練」 - Tōtōsai no chinmyō na shiren | 3 giugno 2002    | 17 maggio 2005   |
| 72 | 20 | Inuyasha si rivolge a Totosai per apprendere un metodo per abbattere la barriera di Naraku, ma fraintendendo le parole di Totosai si mette a fare strani servizi per lui credendo si tratti di un allenamento. Oltre a lui c'è anche un demone-gatto di nome Bunza che vuole apprendere la medesima tecnica per salvare la sua tribù. |                  |                  |
| 73 | 21 | La piccola Shiori e i sentimenti di Inuyasha 「紫織母子とアイツの気持ち」 - Shiori ayako to aitsu no kimochi | 10 giugno 2002   | 24 maggio 2005   |
| 73 | 21 | Myoga informa Inuyasha di un metodo per potenziare Tessaiga in modo che possa distruggere qualunque barriera; bagnare la lama con il sangue di uno Yakikomori che genera una potentissima barriera. Inuyasha però scopre che colei che dovrebbe uccidere è una bambina mezzo-demone di nome Shiori, malvoluta dai paesani e sfruttata dal nonno Taigokumaru. Taigokumaru attacca il villaggio di Shiori per cancellare qualunque suo legame in modo che si concentri solo a mantenere la barriera. |                  |                  |
| 74 | 22 | Tessaiga potenziata 「結界破る赤い鉄砕牙」 - Kekkai yaburu akai Tessaiga | 17 giugno 2002   | 31 maggio 2005   |
| 74 | 22 | Il gruppo sconfigge tutti gli Yakikomori, ma Taigokumaru è all'interno della barriera di Shiori che riesce a resistere perfino all'onda Bakuryuha. Quando Taigokumaru rivela di avere ucciso suo figlio Tsukuyomaru, nonché marito di Shizu e padre di Shiori, quest'ultima impara a controllare la barriera e spinge fuori il nonno, così Inuyasha lo sconfigge. Shiori consegna la sfera rossa con cui il clan di demoni pipistrello genera la barriera; Inuyasha trafigge la sfera e la lama di Tessaiga diventa rossa, ottenendo il potere di distruggere qualunque barriera. |                  |                  |
| 75 | 23 | Il complotto delle quattro pantere 「豹猫四天王の陰謀」 - Hyōneko shitennō no inbou | 24 giugno 2002   | 7 giugno 2005    |
| 75 | 23 | Il clan delle quattro pantere torna alla ribalta per scatenare una guerra contro i figli del Grande Demone Cane con cui sono stati in guerra in passato e risvegliare con il potere dei frammenti della sfera il loro Generale. Intanto Sesshomaru scopre che Inuyasha è riuscito sconfiggere Ryukotsusei. Le pantere rapiscono Kagome. |                  |                  |
| 76 | 24 | Sesshomaru e Inuyasha sotto tiro 「標的（ターゲット）は殺生丸と犬夜叉！」 - Hyōteki wa Sesshōmaru to Inuyasha | 1º luglio 2002   | 14 giugno 2005   |
| 76 | 24 | Inuyasha e Koga si dirigono a salvare Kagome, ma le pantere furbescamente riescono a fuggire usando una barriera protettiva; allora Inuyasha sfodera la Tessaiga Rossa e la distrugge. Sesshomaru e tutti gli altri raggiungono il villaggio sottomesso delle pantere e iniziano ad affrontarli. |                  |                  |
| 77 | 25 | Le due spade 「豹猫族とふたつの牙の剣」 - Hyōnekogoku to futatsu on kiba no ken | 8 luglio 2002    | 21 giugno 2005   |
| 77 | 25 | Il Generale delle pantere torna in vita, ma per farlo uccide i suoi soldati assorbendo le loro anime. Inuyasha e Sesshomaru iniziano ad affrontarlo, ma il nemico si rivela un osso duro. Sesshomaru reinfodera Tokijin e sfodera Tenseiga; con un suo fendente riporta in vita i soldati pantere e quindi toglie la vita al Generale. |                  |                  |
| 78 | 26 | Un amore per Sango 「珊瑚目指してオンリーユー」 - Sango mezashite, onrii yū | 15 luglio 2002   | 21 giugno 2005   |
| 78 | 26 | Kuranosuke, il giovane sire di un villaggio, ingaggia Sango, di cui lui è innamorato, che già sei anni prima aveva aiutato il villaggio nella sterminazione di un demone. Kuranosuke propone a Sango di diventare sua moglie. |                  |                  |